# Tiszaigari Arborétum Természetvédelmi Terület

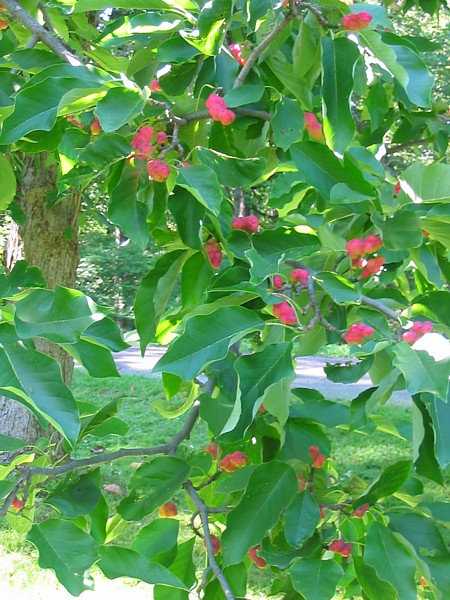
Nagylevelű tulipánfa (Magnolia acuminata) termése

A Tiszaigari Arborétum és Természetvédelmi Terület az 1800-as évek vége felé alakult a Tisza által egykor gyakran elöntött magasabb térszínen helyezkedik el, öntéstalaja a lerakott hordalékból áll. Területe 19 hektár. 1976 óta védett.

## Története
Az arborétum alapjait Széky Péter földbirtokos és hadmérnök rakta le még az 1870-es évek elején, amikor itt a Tisza egyik feltöltődött medrében két holdas sétakertet létesített.
Munkáját fia folytatta, aki - egy 1887-es nyomtatott árjegyzék tanúsága szerint - itt már faiskolát is működtetett, amelyben díszfákat és cserjéket neveltek. Munkáját Bolza Pál a szarvasi arborétum egyik megteremtője is segítette, aki ifjabb Széki Péter barátja és egyben növény-cseretársa is volt.
A park a későbbiekben egészen a 2. világháborúig fokozatosan fejlődött. Bár károsodás nem érte, az 1945 utáni években az egykori szép arborétum elhanyagolt, leromlott állapotba került.
Az 1950-es évek elején került a Szolnoki Erdőgazdasághoz, a jelenlegi természetvédelmi kezelő szervek jogelődjéhez, amely jelentős helyreállítási munkálatokba kezdett. Az 1954-ben készített növénykatalógusuk már 270 fa- és cserjefajt ismertetett. Az egykori 27-féle ritkaságot tartalmazó és csak töredékében megmaradt tölgygyűjteményt is sikeresen egészítették ki. Tájba illő, rusztikus, padok, asztalok, pavilon kihelyezésével teremtették meg az esztétikai élményt jelentő környezetben a pihenés, a felüdülés feltételeit.

## Növényvilága

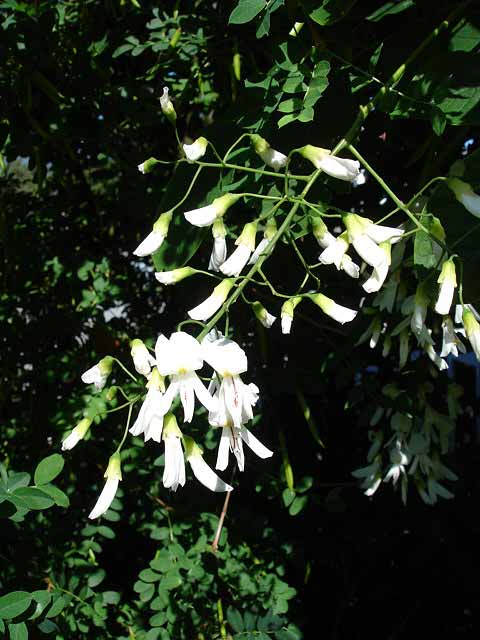
Amerikai sárgafa (Cladrastis lutea)

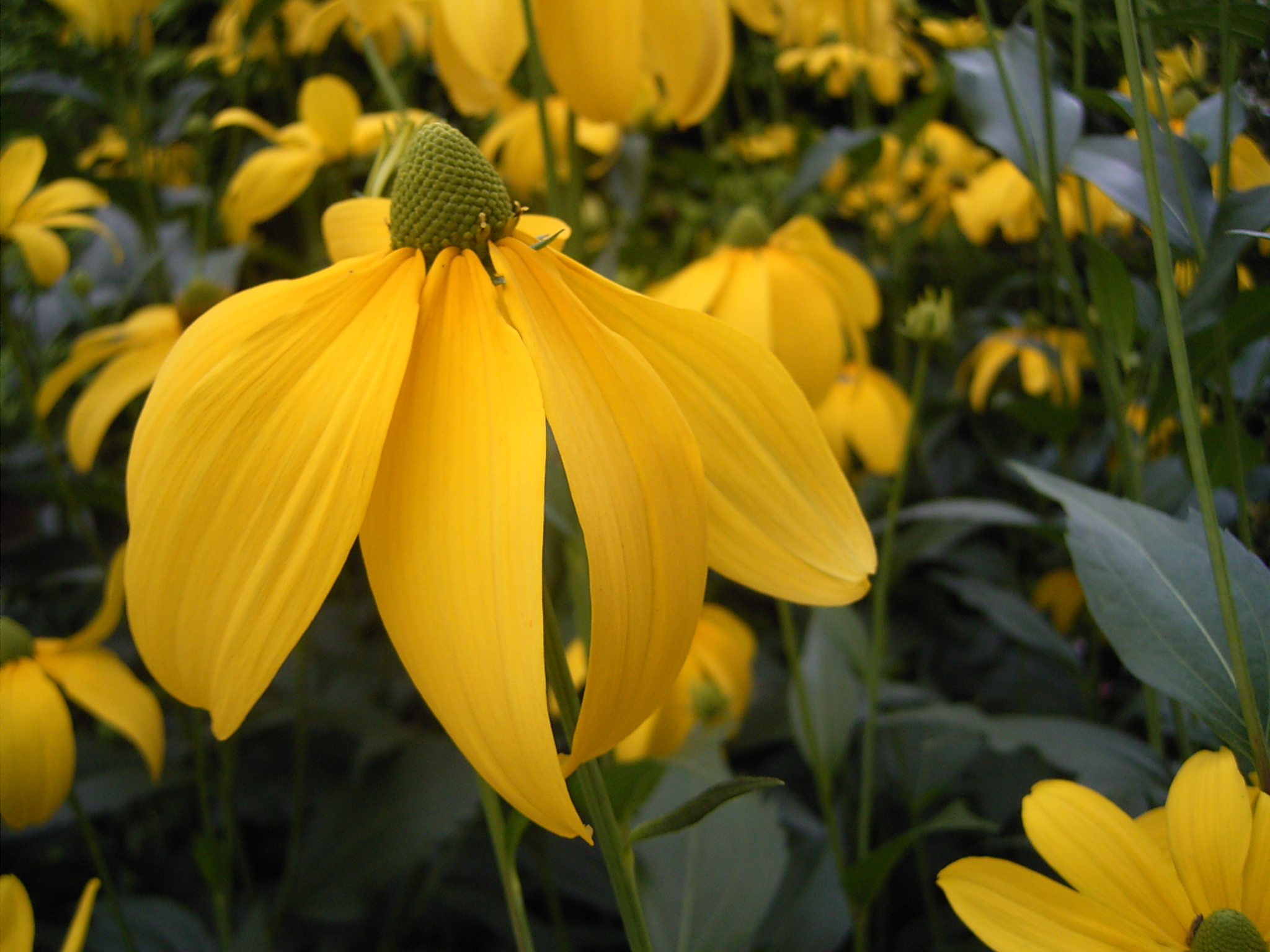
Kúpvirág (Rudbeckia laciniata)

Az arborétumban számos idős, nagyméretű lomb- és tűlevelű fafaj és változata található. Ezek közül a legjelentősebbek: páfrányfenyő (Ginkgo biloba), tiszafa (Taxus baccata), kolorádófenyő (Abies concolor), szerb luc (Picea omorica), duglászfenyő (Pseudotsuga taxifolia), valamint amerikai mocsárciprus (Taxodium distichum) is, melyeknek valóságos erdeje található itt, egyes példányai a 30 méteres magasságot is elérik.
Ezenkívül bükk (Fagus silvatica), szelídgesztenye (Castanea sativa), és vagy 17 tölgyfaj is él itt; mocsártölgy (Quercus palustris), babérlevelű tölgy (Quercus imbricaria), vörös tölgy (Quercus rubra, syn.: Quercus borealis var. maxima), perzsatölgy (Quercus macranthera) is.
A ma itt található 400 féle fa és cserje közül a kúszó farkasalma (Aristolochia durior), nagylevelű liliomfa (Magnolia acuminata), tulipánfa (Liriodendron tulipifera), illatos fűszercserje (Calycanthus floridus), amerikai ámbrafa (Liquidambar styraciflua,) amerikai sárgafa (Cladrastis lutea), gránátalma (Punica granatum), egylevelű kőris (Fraxinus exc. diversifolia), hasogatott levelű bodza (Sambucus nigra v. laciniata) is említésre érdemes.
Az arborétum évelői közül pedig: erdei pajzsika (Dryopteris filix-mas), szálkás pajzsika (Dryopteris spinulosa), saspáfrány (Pteridium aquilinum), melynek magassága az egy-másfél métert is elérheti, ciklámen (Cyclamen europaeum), kúpvirág (Rudbeckia laciniata), császárkorona (Fritillaria imperialis) is.
A kert legértékesebb fajai az arborétummal egyidős tiszafák, a páfrányfenyő, a kolorádófenyő és a szerbfenyő.
Innen, a tiszaigari arborétumból származott az erdőtelki és a zirci arborétum növényanyagának egy része is, de a Margitsziget mocsáritölgyei és a debreceni Kossuth-szobrot övező jegenyetölgyek is innen származnak.

## Galéria

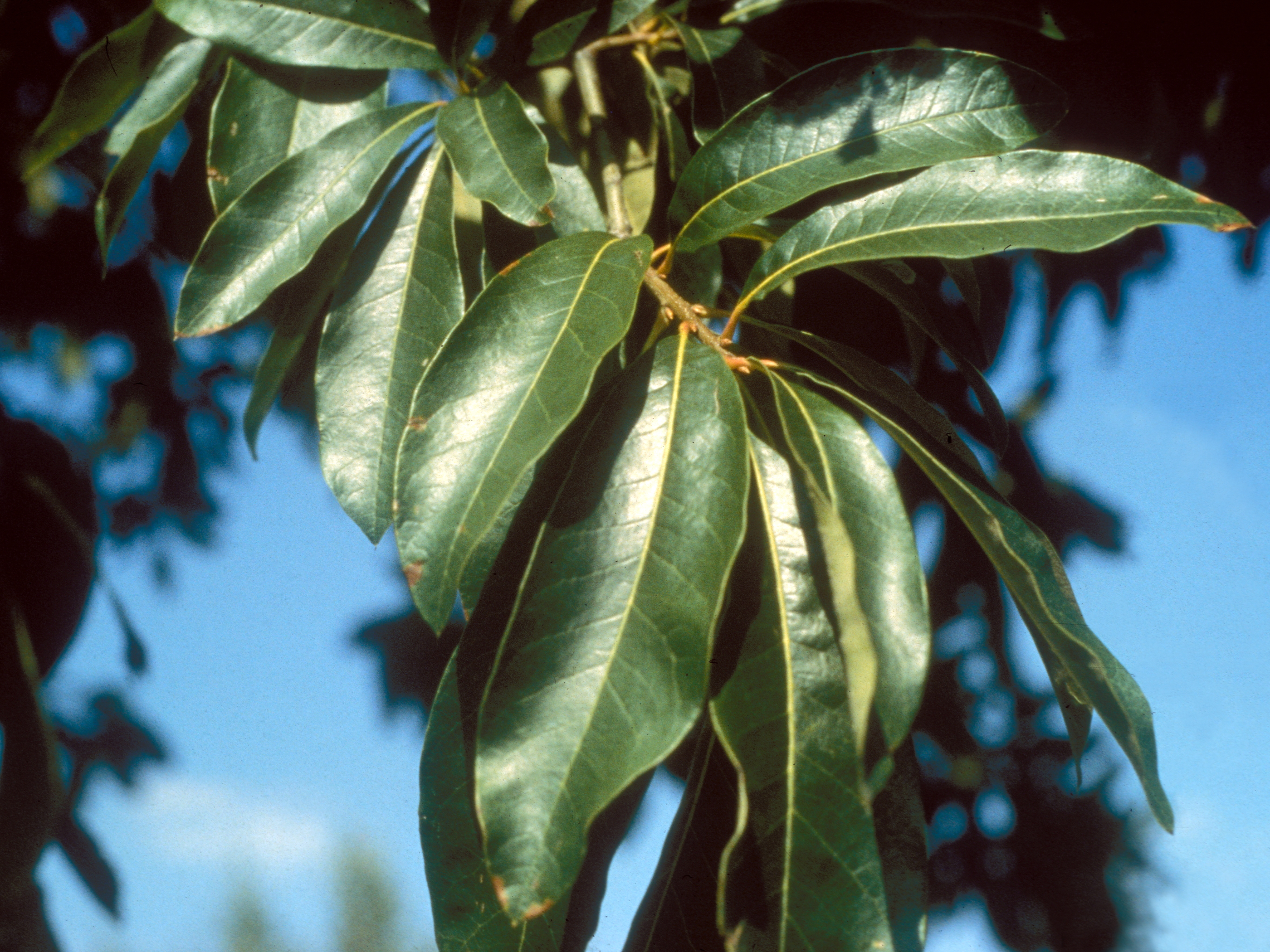
Babérlevelű tölgy (Quercus imbricaria) ága
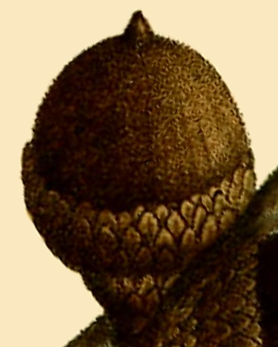
A babérlevelű tölgy makktermése
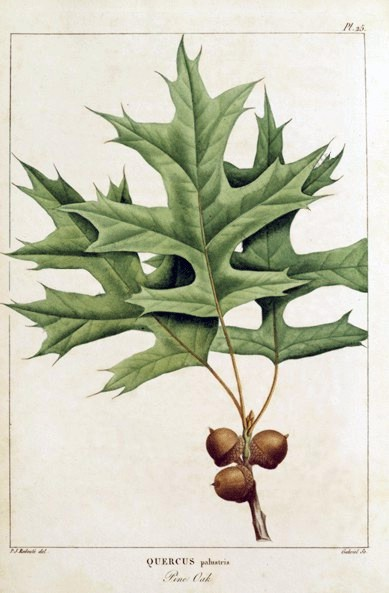
Amerikai mocsártölgy (Quercus palustris) levele és termése
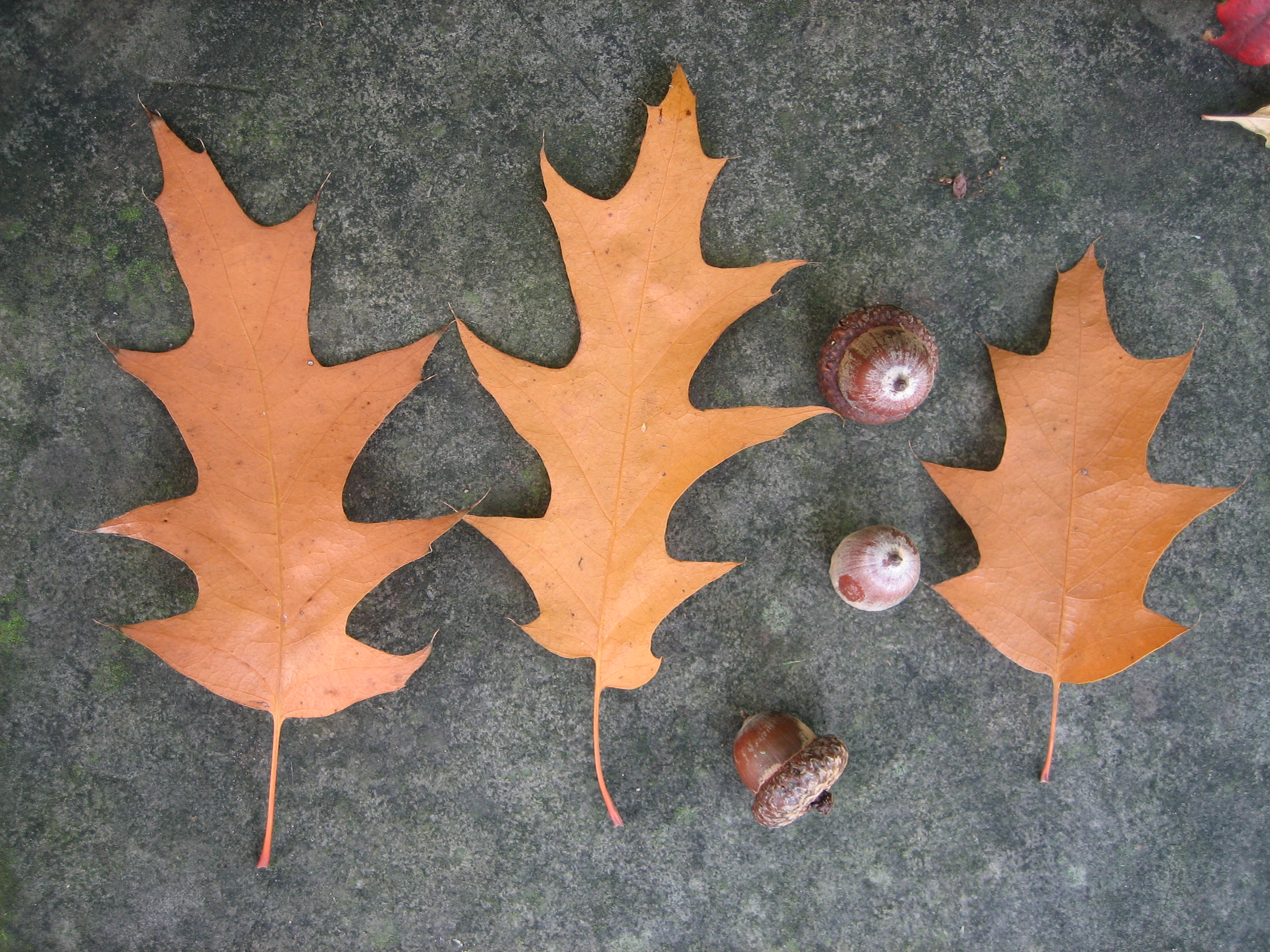
A vörös tölgy levele és termése
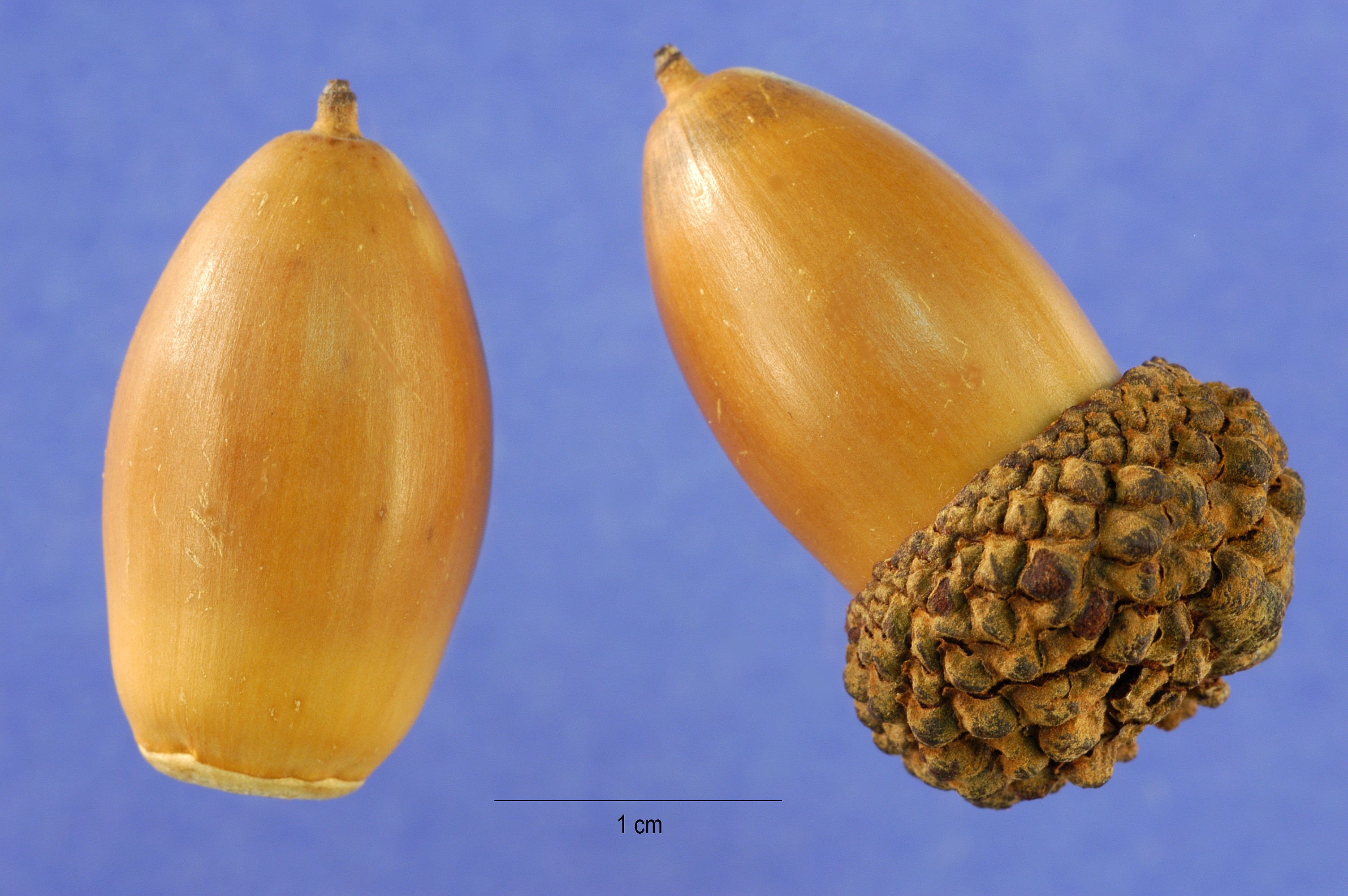
A fehér tölgy makkja
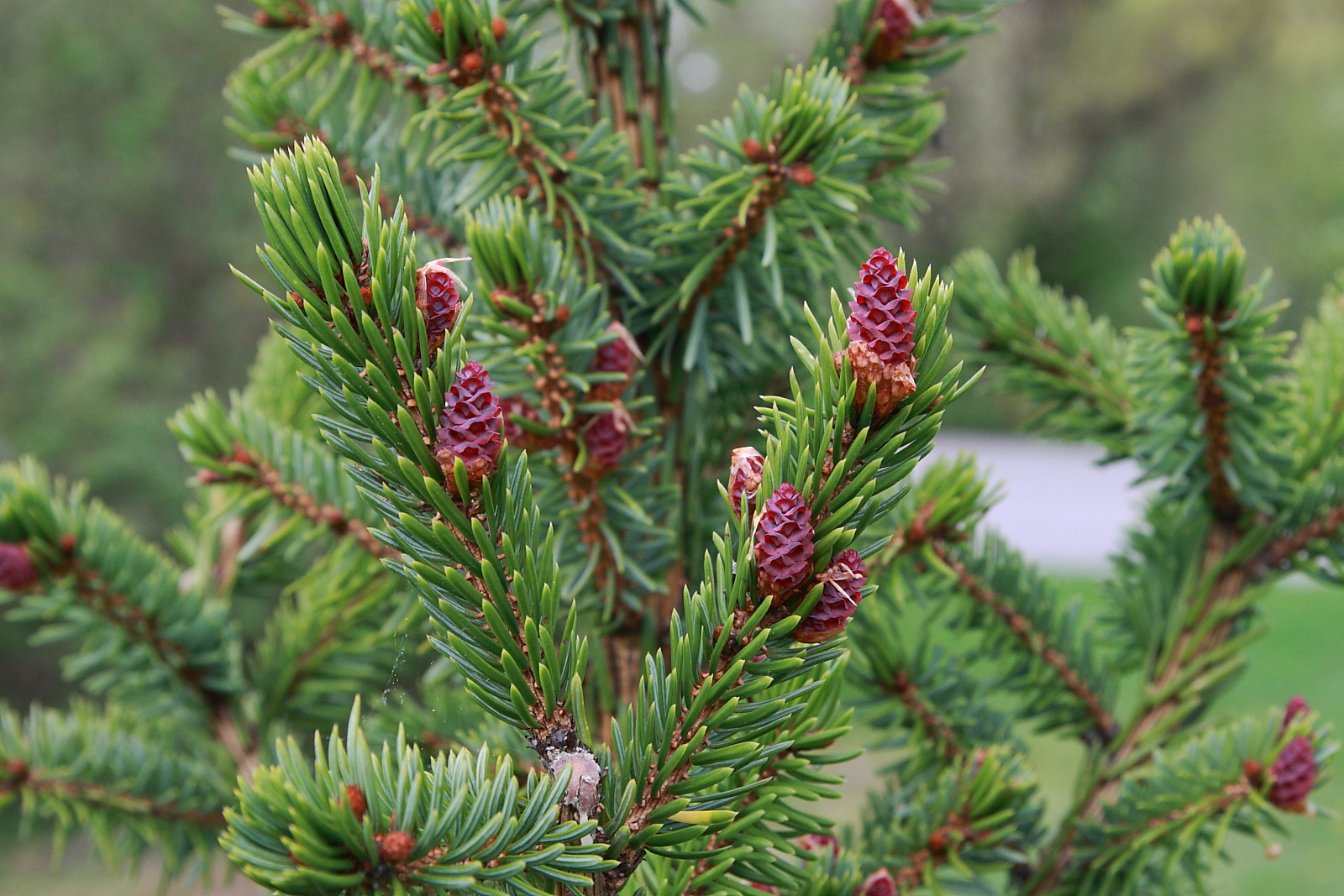
Szerb lucfenyő (Picea omorika)
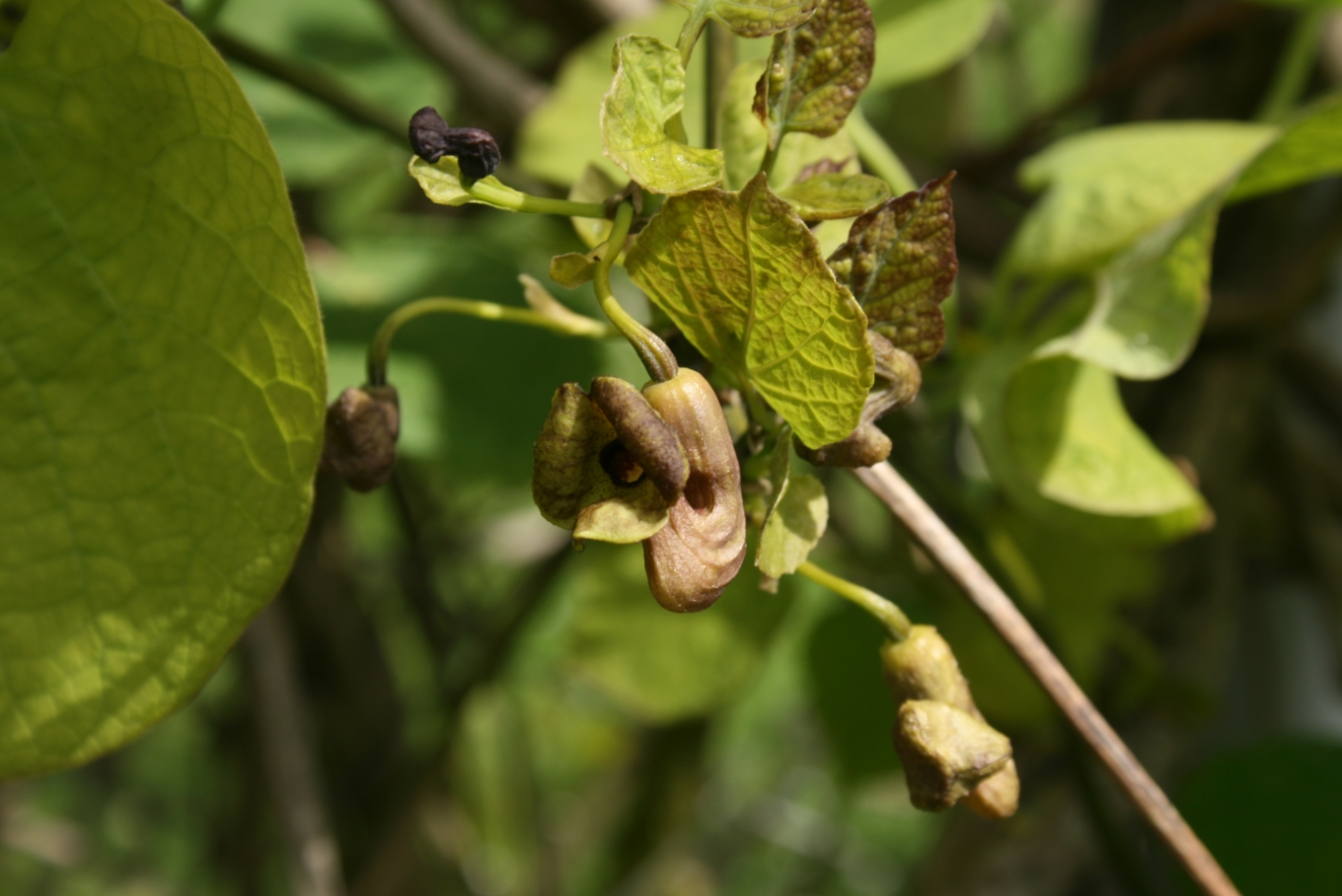
Kúszó farkasalma (Aristolochia durior) virága
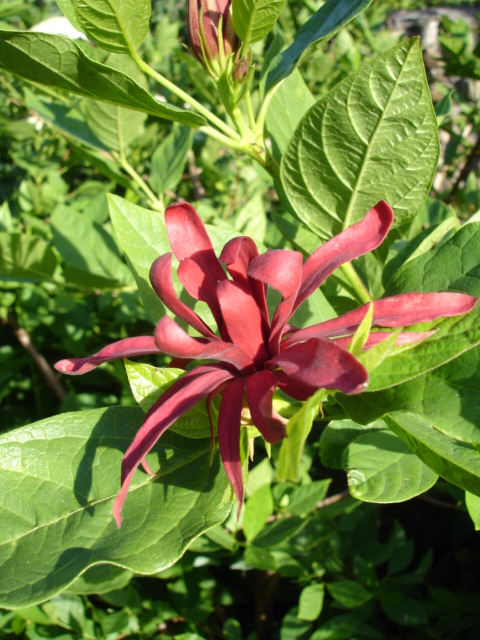
Illatos fűszercserje (Calycanthus floridus) virága
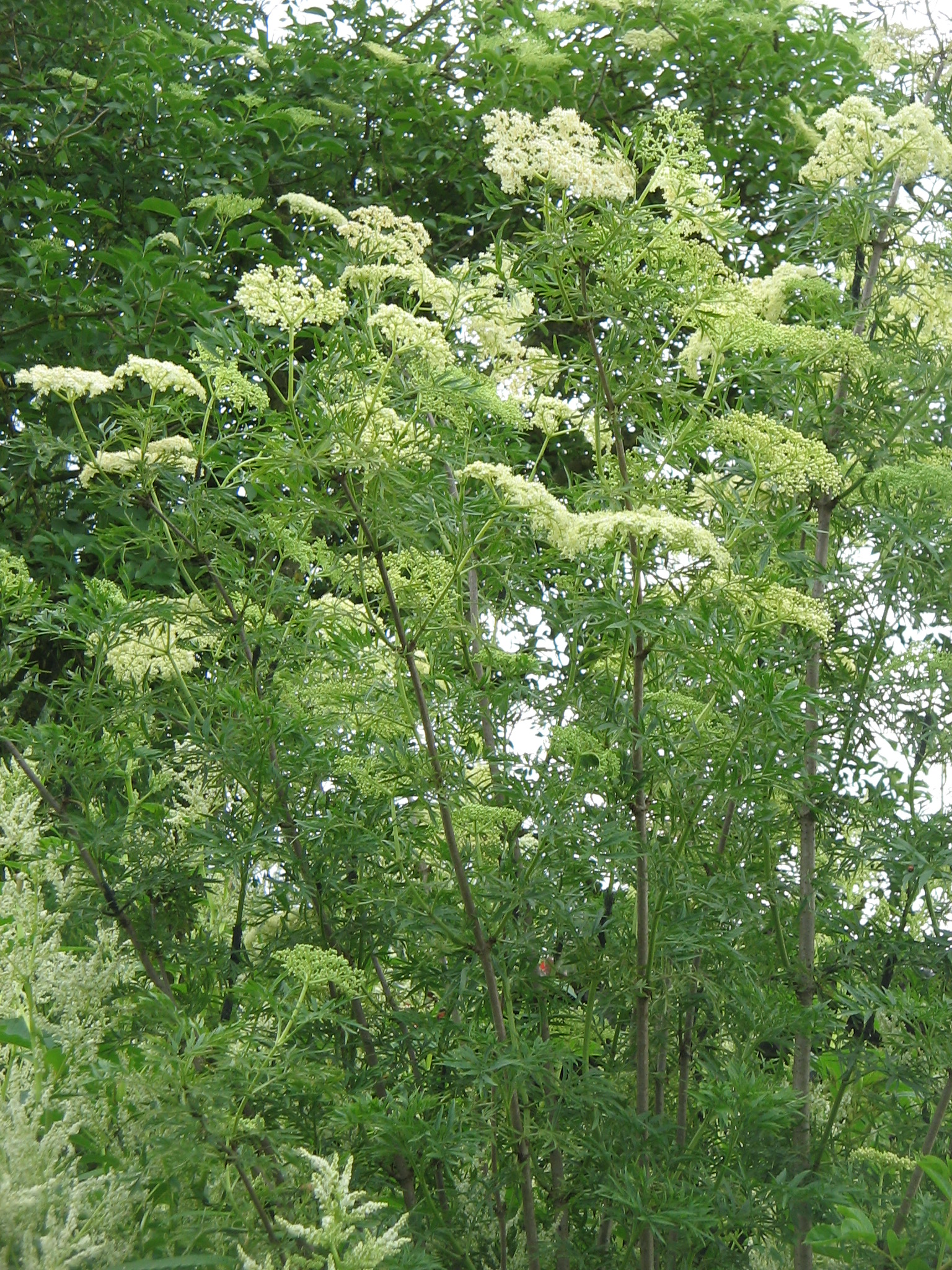
Hasogatott levelű bodza (Sambucus nigra Laciniata)
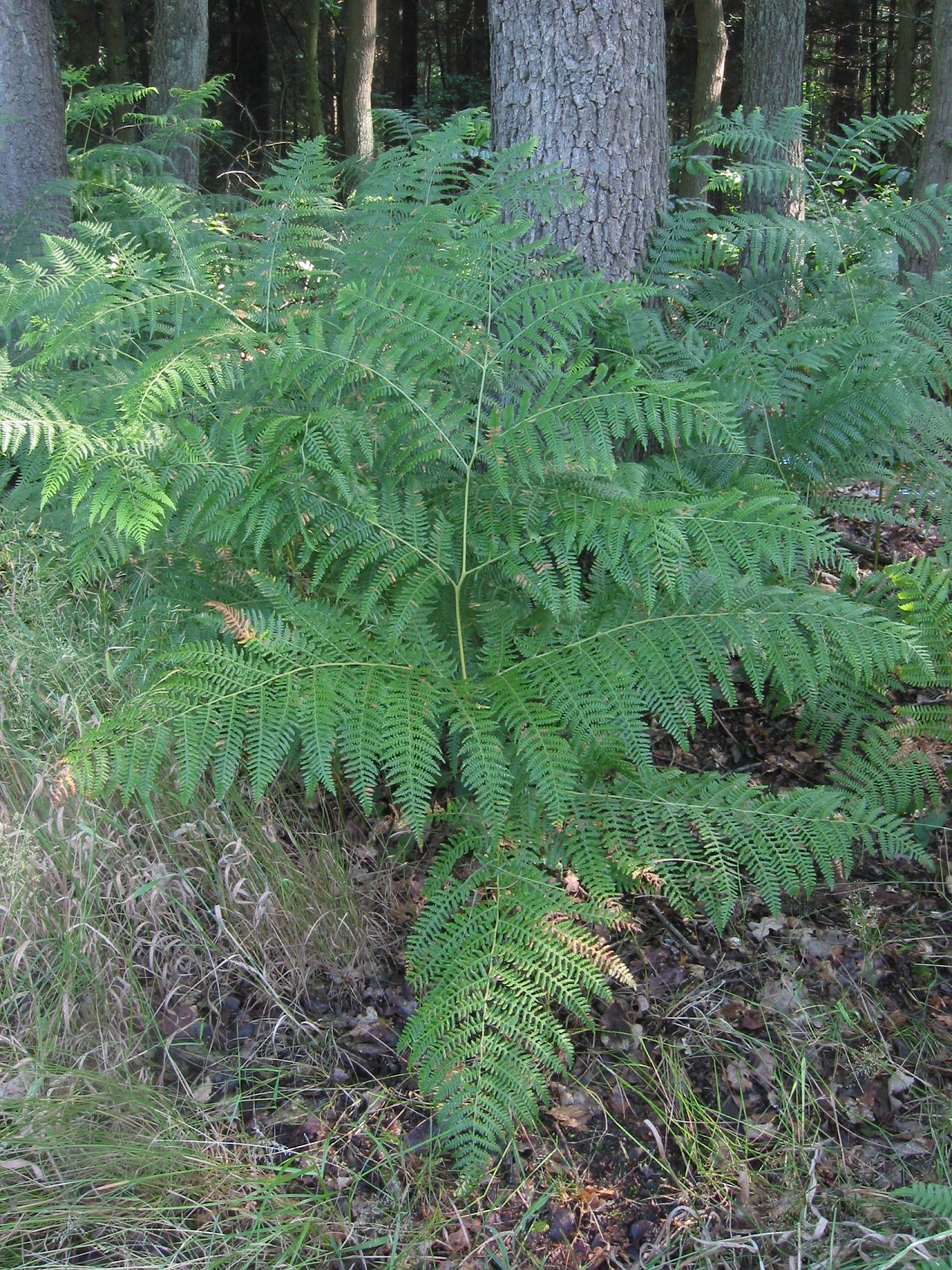
Saspáfrány ( Pteridium aquilinum)
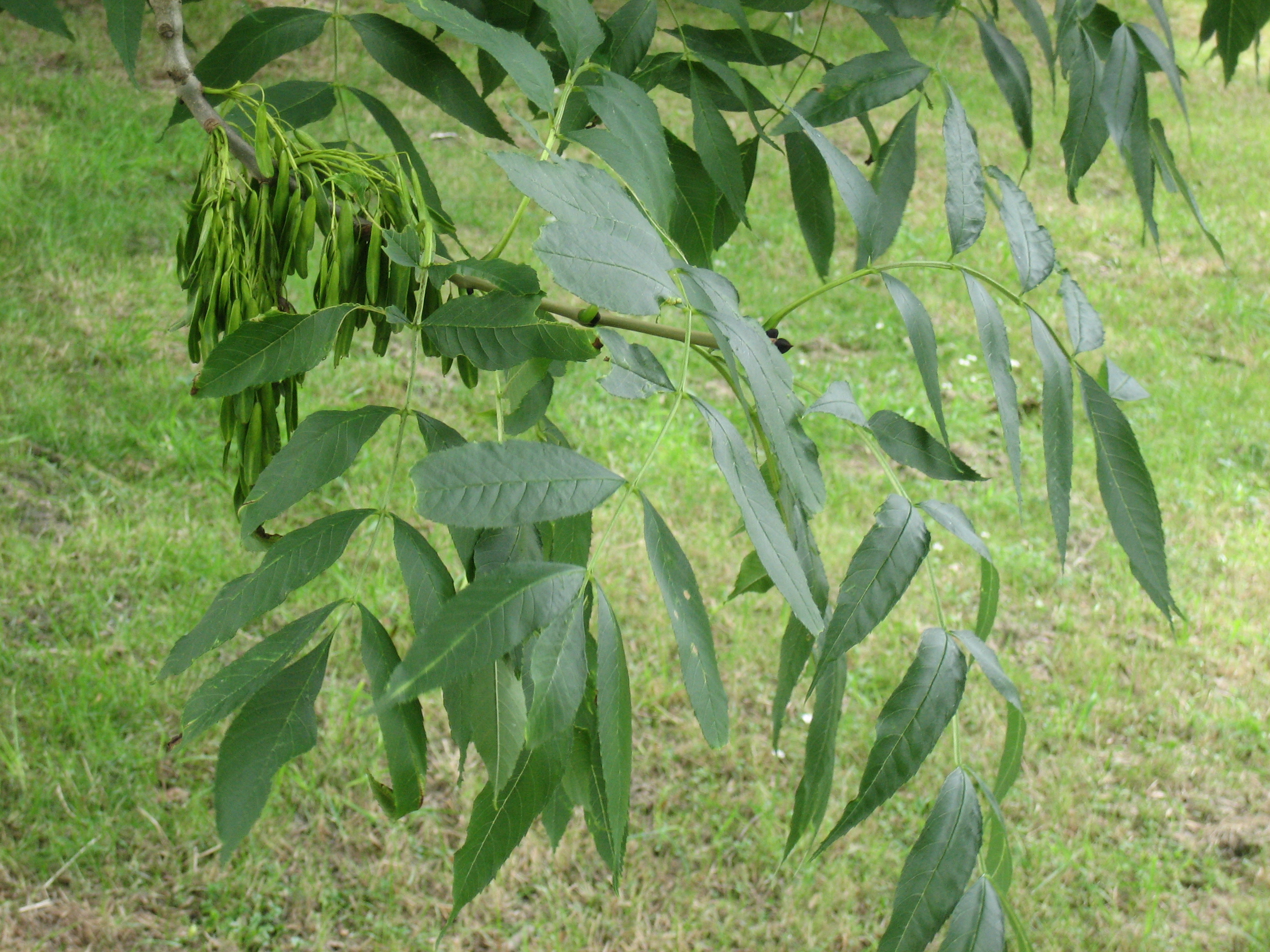
Egylevcelű kőris (Fraxinus excelsior)